# تيودور سيمون
تيودور سيمون (بالفرنسية: Théodore Simon)‏ هو طبيب نفسي وعالم نفس فرنسي، ولد في 10 يوليو 1873 في ديجون في فرنسا، وتوفي في 4 سبتمبر 1961 في باريس في فرنسا.